# Birgit Hesse

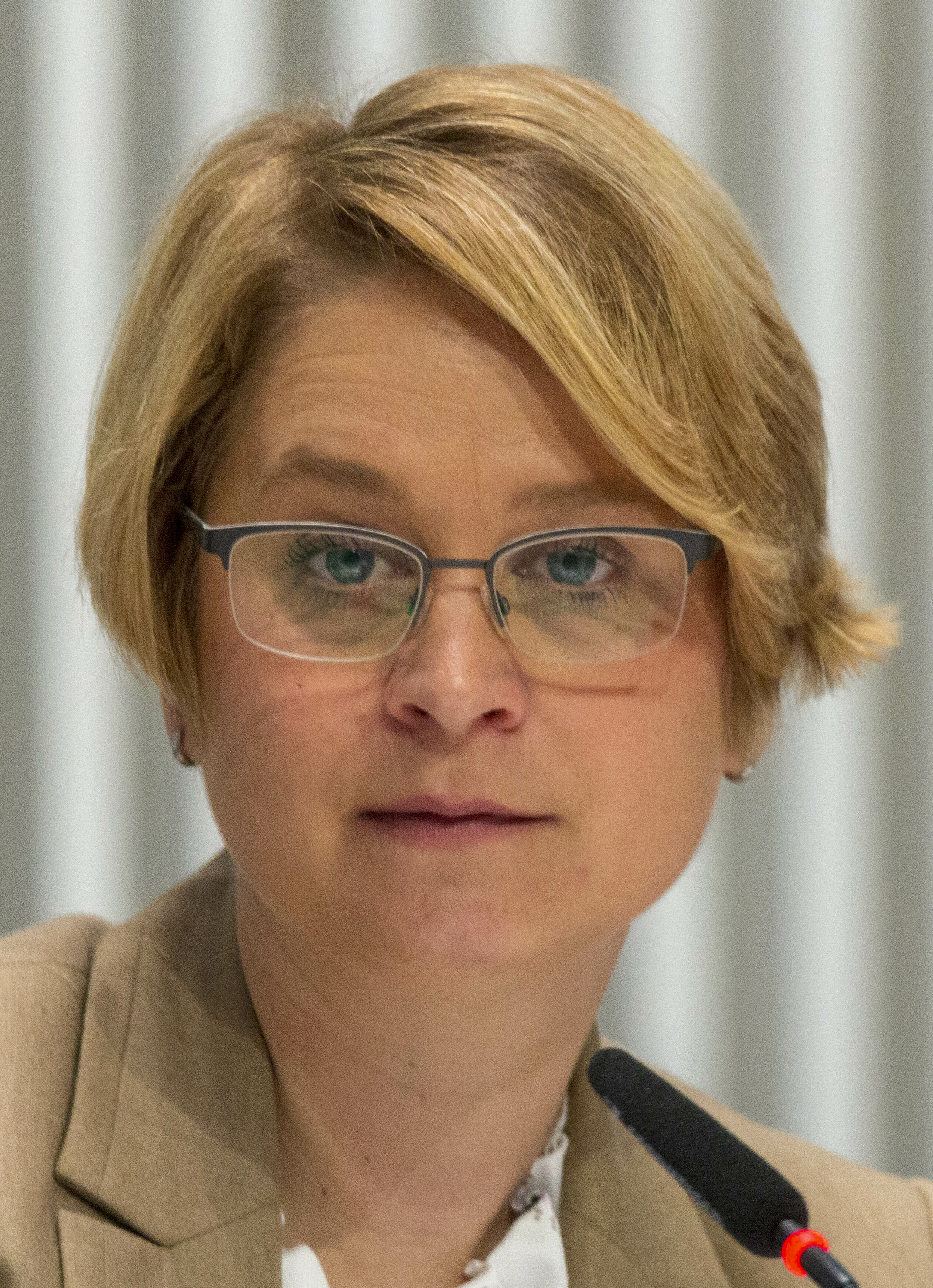
Birgit Hesse, 2020

Birgit Hesse (* 16. Februar 1975 in Elmshorn) ist eine deutsche Polizeibeamtin, Juristin und Politikerin (SPD). Sie war von 2014 bis 2016 Ministerin für Arbeit, Gleichstellung und Soziales, von 2016 bis 2019 Ministerin für Bildung, Wissenschaft und Kultur des Landes Mecklenburg-Vorpommern und seit Mai 2019 ist sie Präsidentin des Landtags Mecklenburg-Vorpommern, dessen Mitglied sie seit 2016 ist.

## Biografie

### Ausbildung und Beruf
Hesse studierte nach dem Abitur an der Elsa-Brändström-Schule in Elmshorn von 1994 bis 1999 an Rechtswissenschaften an der Christian-Albrechts-Universität zu Kiel und der Universiteit van Amsterdam. 1999 legte sie die Erste und nach dem Referendariat am Oberlandesgericht Celle 2001 die Zweite juristische Staatsprüfung ab. 2002 trat sie in den Dienst der Landespolizei Mecklenburg-Vorpommern ein. Daneben studierte sie von 2002 bis 2004 an der Polizei-Führungsakademie in Münster und war von 2003 bis 2004 Leiterin des Polizeireviers Wismar. Von 2004 bis 2005 war sie  Verkehrsreferentin des Landes Mecklenburg-Vorpommern.
Hesse ist verheiratet und hat ein Kind.

### Politik
Hesse trat 2007 in die SPD ein.
Im November 2005 wurde Hesse zur Beigeordneten und Zweiten Stellvertreterin des Landrats des Landkreises Nordwestmecklenburg gewählt. Bei der folgenden Landratswahl am 13. April 2008 setzte sie sich mit 65,0 Prozent der Stimmen gegen den CDU-Kandidaten Ulrich Born durch und trat ihr Amt am 1. September 2008 an. Im Zuge der Kreisgebietsreform 2011 wurde der Landkreis um die zuvor kreisfreie Hansestadt Wismar erweitert. Bei der darauf folgenden Landratswahl wurde sie am 4. September 2011 mit 76,0 Prozent der Stimmen gegen den CDU-Bewerber und Bürgermeister der Gemeinde Lüdersdorf Erhard Huzel in ihrem Amt bestätigt.
Am 14. Januar 2014 wurde Hesse als Nachfolgerin von Manuela Schwesig (SPD) als Ministerin für Arbeit, Gleichstellung und Soziales in die von Erwin Sellering (SPD) geführte Landesregierung von Mecklenburg-Vorpommern berufen. Nach der Landtagswahl 2016 wurde sie am 1. November  2016 zur Ministerin für Bildung, Wissenschaft und Kultur ernannt.
Sie ist seit 2016 Mitglied des Landtages von Mecklenburg-Vorpommern. Bei der Landtagswahl 2016 wurde Hesse im Wahlkreis Nordwestmecklenburg I mit 38,5 Prozent der Erststimmen direkt gewählt.
Am 22. Mai 2019 wurde sie als Nachfolgerin der am 28. April 2019 verstorbenen Amtsinhaberin Sylvia Bretschneider (SPD) zur neuen Landtagspräsidentin gewählt.
Auch bei der Landtagswahl in Mecklenburg-Vorpommern 2021 wurde sie im Wahlkreis Nordwestmecklenburg I mit 38,3 Prozent der Erststimmen direkt gewählt.